# Kennedy Space Center
Het John F. Kennedy Space Center (vaak afgekort tot KSC) is de lanceerbasis en een ruimtevaartindustriecomplex van NASA bij Cape Canaveral op Merritt Island in Florida. Vanaf deze lanceerbasis werden in het verleden de Apollo-vluchten voorbereid. Ook werden er de spaceshuttles gelanceerd.
Het complex ligt vlak bij Titusville (halverwege Miami en Jacksonville) en is ongeveer 55 bij 10 kilometer groot. Daarmee heeft het complex een oppervlakte van ongeveer 56.600 hectare, hetgeen te vergelijken is met de oppervlakte van de Nederlandse provincie Flevoland. Dit is inclusief een groot deel aan 'ongebruikt' natuurgebied, moeras, strand en duinen.

## Terreinkeuze
Direct na de Tweede Wereldoorlog beschikten de Verenigde Staten over vijf kleine proefbases, waar raketten werden uitgetest. Die hadden aanvankelijk een klein bereik (minder dan 15 kilometer). Het maximale vliegbereik nam echter snel toe en dat leverde toenemend gevaar op voor het publiek. Op 9 juli 1946 stelde de Commissie voor geleide wapens van de Verenigde Chefs van Staven voor om een proefterrein van voldoende afmetingen aan te wijzen als testgebied voor langeafstandsraketten. Nog geen jaar later onderstreepte de crash van een omgebouwde V2 de ernst van de situatie. Een op 29 mei 1947 vanaf White Sands opgestegen A-4 werd onbestuurbaar. Na een vlucht van slechts 76 kilometer stortte hij neer in de directe nabijheid van Ciudad Juárez.
Het Cape Canaveral Air Force Station (CCAFS) werd in 1949 onder de Amerikaanse president Harry S. Truman in gebruik genomen als testterrein voor de lancering van raketten. De locatie was daar (ondanks het hoge risico op orkanen) ideaal voor doordat ze dicht bij de evenaar ligt en bovendien de mogelijkheid bood om testraketten in de richting van de Atlantische Oceaan te lanceren.
Het was echter zeker geen eerste keus. Toentertijd veroorzaakte de deining van schepen problemen voor volgapparatuur. De verantwoordelijke commissie gaf dan ook de voorkeur aan een terrein aan zee met relatief gunstige weersomstandigheden. Eerste keus was de marinevliegbasis bij El Centro met volgstations aan weerszijden, tweede keus Cape Canaveral met volgstations op de (toen nog onder Brits gezag vallende) Bahama's en derde keus een lanceerterrein in de staat Washington met volgstations op de Aleoeten. Laatstgenoemde locatie viel af vanwege de slechte weersomstandigheden. Dit noodzaakte onderhandelingen met Mexico en het Verenigd Koninkrijk. De Mexicaanse president bleek niet bereid om de volgstations soevereiniteitsrechten te verschaffen, waardoor de onderhandelingen mislukten. Vervolgens viel de keus op Cape Canaveral.
Na de oprichting van NASA in 1958 werd het gebied op Merrit Island, ten noorden en westen van het CCAFS als belangrijkste NASA-lanceerbasis in gebruik genomen. Is eerste instantie werden lanceringen nog bij de buren op het CCAFS uitgevoerd. Met de start van het maanprogramma nam de activiteit flink toe, werd het oppervlak uitgebreid en werden civiele lanceerfaciliteiten aangelegd. De meeste gebouwen die voor die tijd in het gebied stonden (vooral sinaasappelboerderijen) werden afgebroken of verplaatst. Een huis aan het strand bleef staan en werd uiteindelijk het quarantaineverblijf waar astronauten en hun families de laatste week voor de lancering verblijven. Het Beach House is daarvoor nog altijd in gebruik. Kort na de moord op president Kennedy werd het complex officieel hernoemd tot John F. Kennedy Space Center.
De spaceshuttles en Saturnus-raketten werden gelanceerd vanaf platforms LC-39A en LC-39B. Ongeveer zes kilometer van deze platforms ligt het Vehicle Assembly Building (VAB). In dit enorme gebouw, qua inhoud groter dan het Empire State Building, werden de raketten en shuttles geassembleerd en vervolgens op de crawler-transporter gehesen die ze naar het platform transporteerde. Om grote raketonderdelen per schip op het KSC te krijgen ligt vlak bij het VAB het Turning basin dat aan het einde van het Saturn Barge Channel ligt en met de lagune Banana River in verbinding staat. Ook de zeesluis van Port Canaveral speelt in die bereikbaarheid een belangrijke rol.
Voor de aanleg van de Crawlerway die het Vehicle Assembly Building op Merrit Island met de lanceerplatforms op het oostelijker gelegen barrièreschiereiland waartoe ook Cape Canaveral behoort verbond, werd de rivier de Banana afgedamd. Hierdoor raakte Merrit Island zijn status als eiland kwijt.
Acht kilometer verderop ligt de KSC Industrial Area waar alle ondersteunende faciliteiten en het hoofdkwartier zich bevinden.

## Deels commerciële ruimtehaven en industrieterrein
Sinds 2012 past NASA het Kennedy Space Center aan voor het Space Launch System en Orion (VAB, Crawler en LC-39B) alsook voor gebruik door commerciële partijen als SpaceX (LC-39A) en Boeing (assemblage van de Starliner CST-100 en X-37B in de hallen van voormalige Orbiter Processing Facility), maar ook voor kleine ruimtevaart-startups (LC-39C). Ook wordt er grond beschikbaar gesteld aan ruimtevaartbedrijven. Blue Origin begon in 2016 met de bouw van een rakettenfabriek op het KSC. Hier zullen de New Glenn- en de New Armstrong-raketten gebouwd en onderhouden worden. Internetsatellietbedrijf OneWeb bouwt er een fabriek waar ze satellieten gaan produceren. Dit maakt deel uit van het Explorationparkprogramma, een samenwerking tussen NASA en Space Florida om commerciële ruimtevaartbedrijven naar het KSC te halen. Firefly Aerospace is met Space Florida overeengekomen in 2019 een rakettenfabriek op het Exploration Park te bouwen. Ook het Center for the Advancement of Science in Space (CASIS), het bedrijf dat het Amerikaanse laboratorium in het ISS-ruimtestation runt, heeft zich op het KSC gevestigd. Verder was er een samenwerkingsovereenkomst met Orbital ATK/Northrop Grumman voor hun in 2020 geannuleerde EELV-klasse draagraket OmegA, die in 2021 klaar had moeten zijn om in het VAB geassembleerd te worden en die vanaf LC-39B gelanceerd had moeten worden.
Sinds 2017 wordt er ook nagedacht over de aanleg van een landingsplaats voor rakettrappen ten noorden van de lanceerplatforms. Doel hiervan zou zijn de “industrial area” van het Cape Canaveral Air Force Station te ontlasten. Dat industrieterrein moet momenteel worden geëvacueerd als SpaceX een booster op Landing Zone-1 wil laten landen.
Ook worden er in samenwerking met Space Florida mogelijk twee nieuwe lanceercomplexen aangelegd. LC-48 is inmiddels tussen LC-39 en Cape Canaveral AFS SLC-41 aangelegd. Het moest onder meer voor de lancering van de in 2020 geannuleerde Boeing XS-1 Phantom Express dienen. LC-49 zou ten noorden van LC-39 moeten komen en was in de eerste plannen bedoeld voor een nog niet nader genoemd lanceerbedrijf dat lichte vrachten zal lanceren. In december 2021 bleek dat SpaceX interesse in de bouw van een Starship-platform op LC-49 zou hebben. Het bedrijf was op dat moment net begonnen met de bouw van een Starship-platform op LC-39A.
In juni 2018 werd een nieuw te bouwen SpaceX Operations Center aangekondigd aan Roberts Road, tussen het KSC Visitors Center en het VAB. Dit zal bestaan uit onderhoud-en-opslag-hangars voor raketten, ruimtevaartuigen en neuskegels dat in 2021 werd gerealiseerd. Daarbij is of was er een futuristisch ogende 100 meter hoge toren met daarin het lanceer-en-landing-controllercentrum. De bouw van die toren is van de baan omdat SpaceX Firingroom 4 van NASA voor die functie in gebruik nam. Ook zou er een "rocket garden" met historische SpaceX-raketten en ruimtevaartuigen komen. Het is niet duidelijk of SpaceX dat anno 2021 nog van plan is. Op het Roberts Road-terrein wordt eind 2021 wel de bouw van een Starship-fabriek voorbereid.
De haven in het Turning Basin wordt gebruikt om SLS-trappen naar het KSC te brengen.

## Bezoekers
Het Kennedy Space Center is een belangrijke toeristische trekpleister voor de staat Florida. Op het complex werd 1 augustus 1967 een bezoekerscentrum geopend waar in diverse tentoonstellingen uitgebreide informatie wordt gegeven over verleden, heden en toekomst van de ruimtevaart. Er wordt ook een film over de lanceringen vertoond.
In de Rocket Garden staat een aantal historische raketten uit de pioniersdagen van de ruimtevaart opgesteld. In 2018 schonk United Launch Alliance hun laatste Delta II-raket aan het KSC-visitorscomplex. Deze wordt daar sinds 2020 tentoongesteld. Verder kan spaceshuttle Atlantis er worden bekeken en hebben bezoekers de mogelijkheid een gesimuleerde lancering van een spaceshuttle mee te maken. Ook is een van de drie nooit gelanceerde Saturnus V-raketten tentoongesteld in het Saturn V Center dat aan de noordzijde van het KSC ligt. De Saturnus V was lange tijd de grootste raket die ooit gemaakt is (tweemaal zo lang als de spaceshuttle) en werd gebruikt om mensen op de maan te zetten. Bij het Saturn V Center staan ook tribunes vanwaar toeschouwers de lanceringen vanaf Lanceercomplex 39 kunnen bekijken. In 2022 werd er een nieuwe expositieruimte genaamd Gateway geopend waarin onder meer Falcon 9-booster B1023 is tentoongesteld. Deze eerste trap vloog twee maal en werd de laatste keer gebruikt als een van de twee sideboosters van de eerste vlucht van de Falcon Heavy.
Vanuit het bezoekerscentrum starten twee tot drie uur durende rondritten langs alle belangrijke locaties van het complex, waaronder het Vehicle Assembly Building, Mission Control, de Astronaut Training Facility de Observation Gantry (vanwaar men uitzicht heeft op de lanceerplatforms) en het Cape Canaveral Space Force Museum op het Cape Canaveral Space Force Station.

## Trivia
- Lanceercomplex 41 (ten zuiden van LC-39) hoort bij het Cape Canaveral Air Force Station. De grond rondom dat complex valt echter onder het Kennedy Space Center. Het NASA Beach House ligt ongeveer tussen de Cape Canaveral lanceercomplexen 41 en 40 in.